# Screamer Radio
Screamer Radio — бесплатная программа для прослушивания интернет-радио, разработанная для операционных систем Microsoft Windows. Поддерживает воспроизведение потокового радио в нескольких форматах: AAC, MP3, Ogg Vorbis или WMA, и может записывать их в различных форматах для последующего прослушивания. Есть возможность получения ID3-тегов с сервера интернет-радио. Эта информация может быть отображена в выполняемых в настоящее время песни, и при записи теги автоматически вводятся в имени файла.
Программа была представлена в нескольких компьютерных журналах, включая немецкий PC Welt и шведский Allt Om PC.

## Возможности
- Полная портативность
- Малый размер и лёгкость в использовании
- Имеет большую базу данных радиостанций из различных стран, пользователь может добавить свои любимые станции (добавление в меню или прямое редактирование XML-файла)
- Поток может быть записан непосредственно или сжатым с использованием кодека LAME
- Многоязычная поддержка, включая русский.